# RE/MAX
RE/MAX je mezinárodní společnost operující na poli realit, která stojí na systému franchisingu. Založena byla Davidem Linigerem a jeho ženou Gail v roce 1973 v Denveru v Coloradu (USA). Význam názvu RE/MAX je zkratkou slov real estates maximums.

## Historie
V roce 1973 navrhl David Liniger nový business model, lišící se od klasického provozu realitních kanceláří. Jádro tohoto modelu tvořil motivační systém odměňování realitních makléřů, kteří si takto ponechávali větší část svojí produkce. Spolu s tím RE/MAX začal jako první realitní kancelář zaměstnávat ženy jako makléře. Společnost RE/MAX se na realitním trhu etablovala v USA a během několika let začala expandovat do zahraničí.
Důležité milníky v historii společnosti
- 1973 – založení společnosti
- 1977 – expanze do Kanady
- 1984 – 1. místo na realitním trhu v USA
- 1995 – expanze do Evropy, Izraele a JAR
- 2007 – expanze do Číny

## Struktura
Společnost operuje na principu franchisingu – jednotlivé realitní kanceláře jsou tedy vlastněny individuálně a licenci RE/MAX jim poskytuje regionální, nebo národní odnož, která obdobně získala licenci od RE/MAX International. Za nákup licence RE/MAX je jednotlivým kancelářím a makléřům poskytováno specifické know-how ve formě školení agentů či marketingu a silná značka s celosvětovou distribucí. Makléřům je poskytnuta svoboda v jejich podnikání a podpora výměnou za poplatky vůči jejich domovské kanceláři. Díky této struktuře se společnost RE/MAX standardně řadí mezi 20 nejúspěšnějších franchisingových konceptů na světě. V současné době má společnost RE/MAX téměř 90 000 makléřů a přes 6 000 poboček v 89 zemích světa.

## RE/MAX v ČR a SR
Do České republiky vstoupil RE/MAX v roce 2005, kdy licenci pro Českou a Slovenskou (2006) republiku koupil současný prezident společnosti, pan David Krajný. Společnosti RE/MAX je lídrem na českém realitním trhu a k dnešnímu dni čítá téměř 120 kanceláří a více než 1000 makléřů.

## Horkovzdušný balón
Vznik loga RE/MAX se datuje do roku 1978, kdy v rámci marketingové kampaně umístil ředitel regionální kanceláře logo RE/MAX na horkovzdušný balón. Spolu se sloganem „Above the Crowd!“ slavila tato kampaň úspěch, který vynesl jak slogan, tak balón do oficiálního loga společnosti RE/MAX.